# بیناسکو (کومونه)
بیناسکو (به ایتالیایی: Binasco) یک کومونه در ایتالیا است که در استان میلان واقع شده‌است.

## خصوصیات
بیناسکو ۳٫۹bekkers کیلومترمربع مساحت و ۷٬۲۳۶ نفر جمعیت دارد.

## خواهرخوانده
شهر سونینو خواهرخواندهٔ بیناسکو (کومونه) هست.